# Кранк (музика)
Кранк (англ. crunk) — це одна з форм південного хіп-хопу (southern hip-hop) або південного репу (southern rap). Кранк-музика є міксом з повторюваних наспівів і драм-машинних ритмів, зазвичай згенерованих на найпопулярнішій драм-машин — Roland TR-808. Одними з найвідоміших виконавців кранку є Lil Jon, Chyna Whyte, Three 6 Mafia, Pastor Troy, Waka Flocka Flame, NewZCool, Soulja Boy, Lil Scrappy.